# Oclusiva velar sorda
La oclusiva velar sorda es un tipo de sonido consonántico usado en varios idiomas orales. El símbolo en el Alfabeto Fonético Internacional que representa este sonido es k, y el símbolo X-SAMPA equivalente es k. La plosiva velar sorda en español es escrita con 'c', como en cara o 'qu', como en aquí.

## Características
Características de la oclusiva velar sorda:
- Su modo de articulación es oclusivo, lo que significa que es producida obstruyendo el aire en el tracto vocal.
- Su punto de articulación es velar, que significa que es articulada con el posdorso de la lengua y el velo.
- Su tipo de fonación es sorda, que significa que es producida sin vibración de las cuerdas vocales.
- Es una consonante oral, lo que significa que el aire escapa por la boca.
- Es una consonante central, que significa que es producida permitiendo al aire fluir por la mitad de la lengua, en vez de los lados.
- La iniciación es egresiva pulmónica, que significa que es articulada empujando el aire de los pulmones y a través del tracto vocal, en vez del glotis o la boca.

## Variedades de la oclusiva velar sorda
| IPA | Description    |
| --- | -------------- |
| k   | k simple       |
| kʰ  | k aspirada     |
| kʲ  | k palatalizada |
| kʷ  | k labializada  |
| k˺  | k no soltada   |
| ǩ   | k sonora       |
| kʼ  | k eyectiva     |

- Datos: Q463543